# Soepardjo Roestam

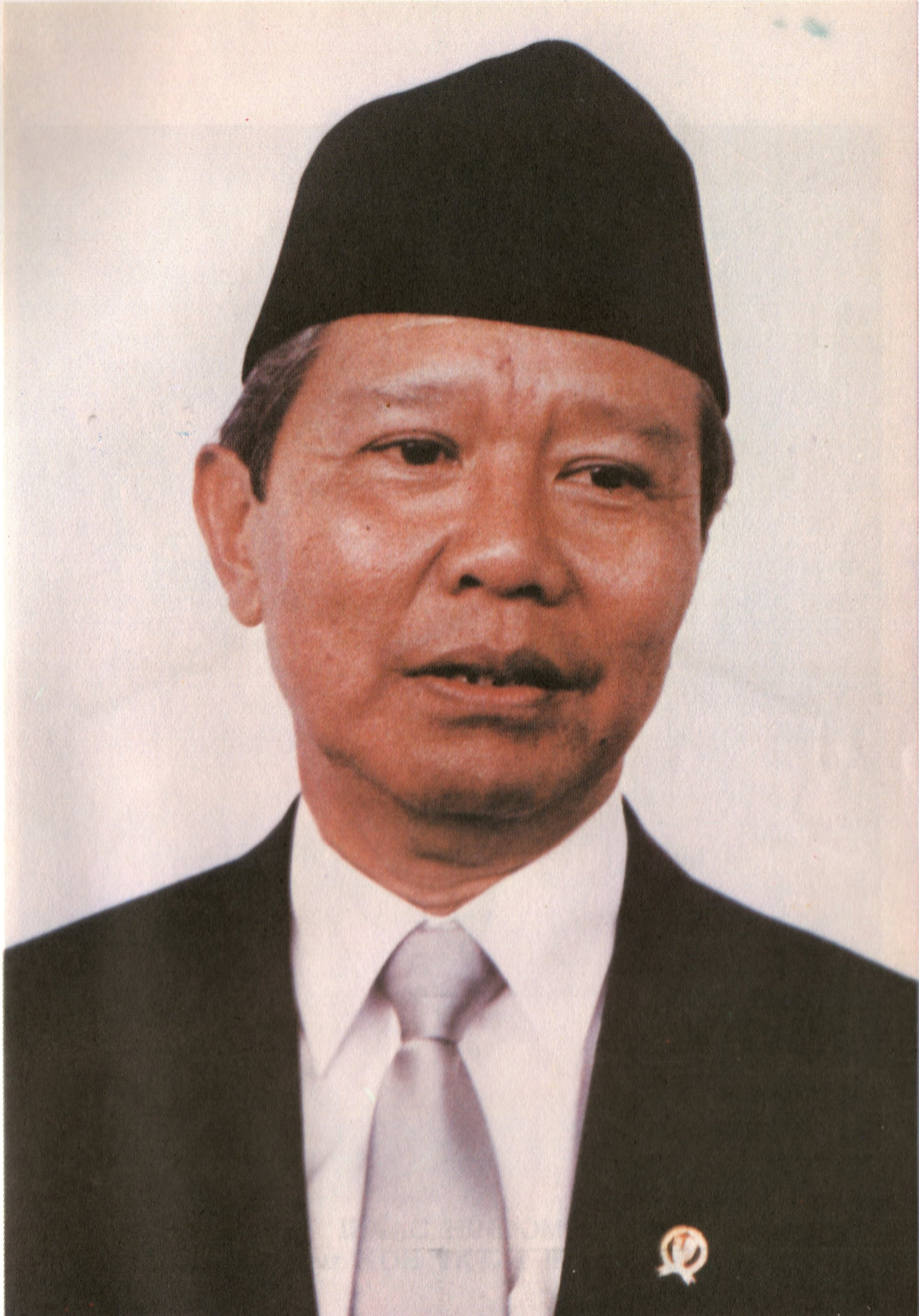
Soepardjo Roestam, 1986

Soepardjo Roestam I(* 12. August 1926 in Sokaraja, Kabupaten Banyumas, Jawa Tengah; † 11. April 1993 in Jakarta) war ein indonesischer Politiker und Diplomat, der unter anderem zwischen 1971 und 1972 Botschafter in der Sozialistischen Föderativen Republik Jugoslawien, von 1972 bis 1974 Botschafter in Malaysia, zwischen 1974 und 1982 Gouverneur der Provinz Jawa Tengah, von 1983 bis 1988 Innenminister sowie zuletzt zwischen 1988 und 1993 Koordinierender Minister für öffentliche Wohlfahrt war.

## Leben
Roestam absolvierte seine schulische Ausbildung an der Hollandsch-Inlandsche School (HIS), Meer Uitgebreid Lager Onderwijs (MULO) sowie der Mittelschule in Purwokerto. Er nahm im Anschluss ab 1944 am Indonesischen Unabhängigkeitskrieg teil und war im Anschluss zwischen 1946 und 1950 Adjutant von General Sudirman, des Oberkommandierenden der Streitkräfte Indonesiens. 1952 wurde er Sekretär des Militärattachés an der Botschaften in den Niederlanden und war im Anschluss zwischen 1953 und 1955 Offizier im Generalstab des Heeres. Nachdem er zwischen 1956 und 1957 Kommandant der Infanterieschule in Curup in Südsumatra sowie 1958 abermals Offizier im Generalstab des Heeres, fungierte er zwischen 1959 und 1962 als Militärattaché an der Botschaft in Malaysia. Nach seiner Rückkehr war er von 1963 bis 1966 stellvertretender Assistent und Leiter der Stabsabteilung VI des Oberkommandierenden des Heeres.
1967 wechselte Roestam ins Außenministerium und wurde Leiter der Abteilung für Asien und Pazifik sowie 1971 Außerordentlicher und Bevollmächtigter Botschafter in der Sozialistischen Föderativen Republik Jugoslawien, ehe er 1972 als Nachfolger von Thalib Depati Santio Bowo Außerordentlicher und Bevollmächtigter Botschafter in Malaysia wurde und dieses Amt bis zu seiner Ablösung durch Polizei-General Mohamad Hasan 1974 bekleidete. Danach wurde er 1974 Nachfolger von Munadi als Gouverneur der Provinz Jawa Tengah und verblieb in diesem Amt bis 1982, woraufhin Generalmajor Muhammad Ismail diesen Posten übernahm.
Am 19. März 1983 wurde Roestam als Nachfolger von General Amir Machmud Innenminister (Menteri Dalam Negeri) in der vierten Regierung (Kebinet Pembangunan IV) von Präsident Suharto und bekleidete dieses Amt bis zu seiner Ablösung durch General Rudini am 23. März 1988. Er selbst übernahm als Nachfolger von Alamsjah Ratoe Perwiranegara vom 23. März 1988 bis zu seiner Ablösung durch Generalleutnant Azwar Anas am 19. März 1993 in der fünften Regierung (Kebinet Pembangunan V) von Präsident Suharto das Amt als Koordinierender Minister für öffentliche Wohlfahrt (Menteri Koordinator Bidang Kesejahteraan Rakyat).